# 残骸
| ウィキペディアには「残骸」という見出しの百科事典記事はありません（タイトルに「残骸」を含むページの一覧/「残骸」で始まるページの一覧）。 代わりにウィクショナリーのページ「残骸」が役に立つかもしれません。 |